# Frans-Duitse begraafplaats van Maissin

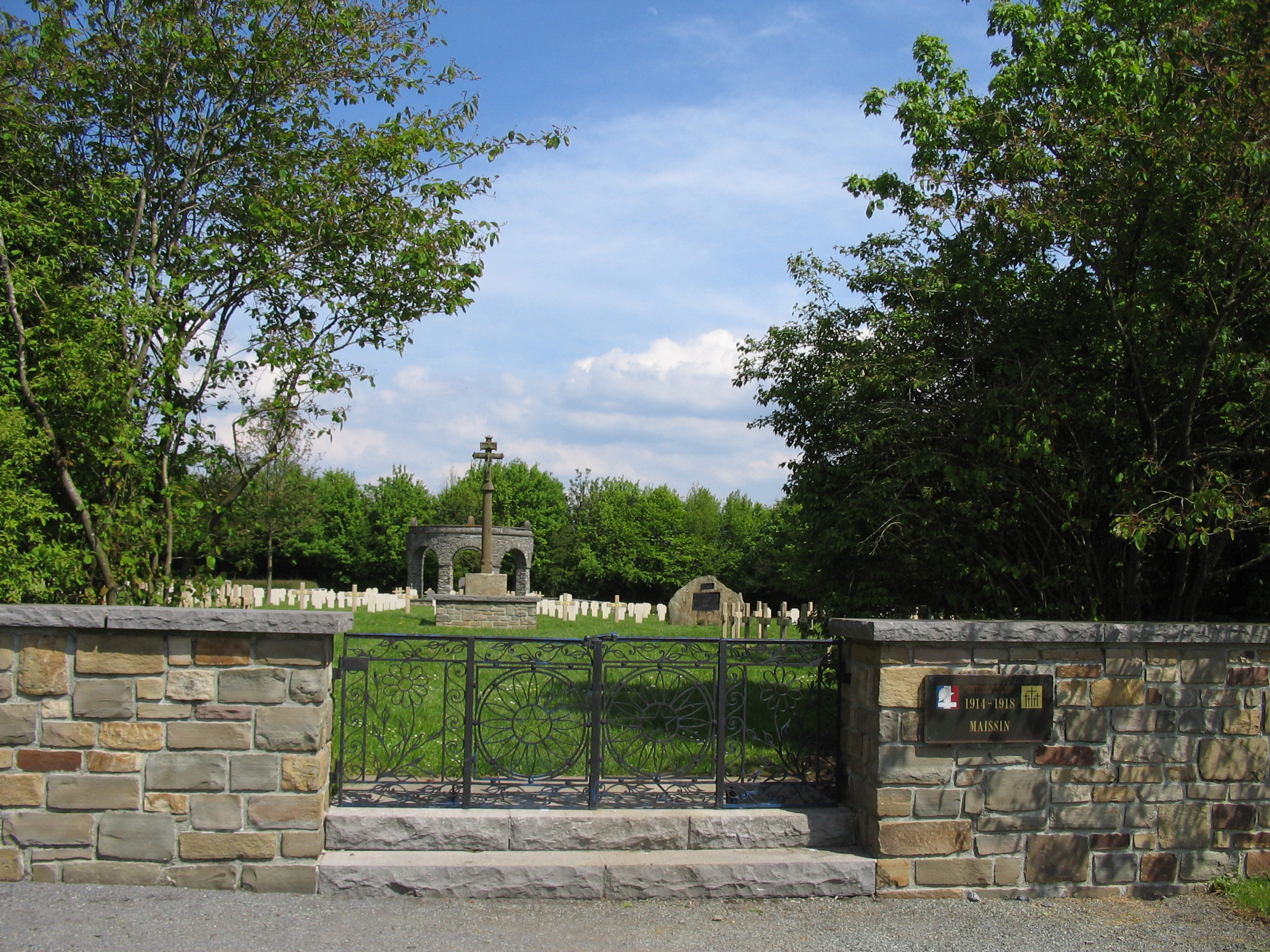
Begraafplaats

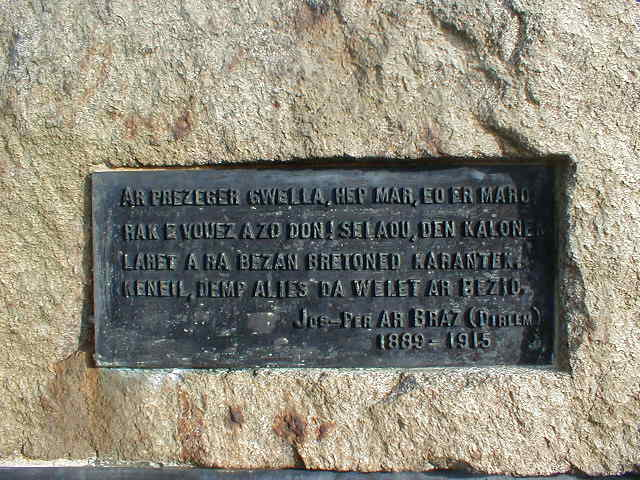
Bretonse herdenkingsplaat

De Frans-Duitse begraafplaats van Maissin is een militaire begraafplaats met Franse en Duitse gesneuvelden uit de Eerste Wereldoorlog, gelegen bij het Belgische dorp Maissin. De begraafplaats ligt net ten noordwesten van het dorpscentrum, langs de weg naar de Lesse. De begraafplaats telt 4.782 gesneuvelden. Er bevinden graven van 512 gesneuvelde Duitsers en 282 Fransen. In twee massagraven rusten 3.001 niet geïdentificeerde Fransen en ten slotte bevindt er zich een gedeeld massagraf met 683 Fransen en 343 Duitsers. De begraafplaats is 5.040 m² groot. Centraal vooraan bevindt zich een 16de-eeuws Bretoens calvariekruis, centraal achteraan een rond herdenkingsgebouwtje. De begraafplaats is opgedragen aan oud-strijder Pierre Massé.

Het front in augustus 1914

In de omgeving werd aan het begin van de Eerste Wereldoorlog op 22 en 23 augustus 1914 zwaar gevochten tussen het Franse en het Duitse leger. Na de Franse terugtrekking begonnen de Duitsers vanaf 24 augustus met het begraven van de honderden gesneuvelden. De Franse en Duitse gesneuvelden werden samen begraven, onder meer op drie begraafplaatsen in Maissin. De eerste begraafplaats bevond zich langs de weg naar Transinne, de tweede en de derde langs de weg naar de Lesse. De begraafplaatsen droegen toen de namen Terrassenfriedhof, Langfriedhof en Rundbau-Friedhof. Enkel het Rundbau-Friedhof, waarop een rond herdenkingsgebouw was opgetrokken, werd behouden. In 1932 werd bij de 18de verjaardag van de gevechten een 16de-eeuws kruis uit Le Tréhou in de Finistère ingewijd, ter herinnering aan de sneuvelden uit Bretagne. In 1964 werd de 50e verjaardag herdacht.

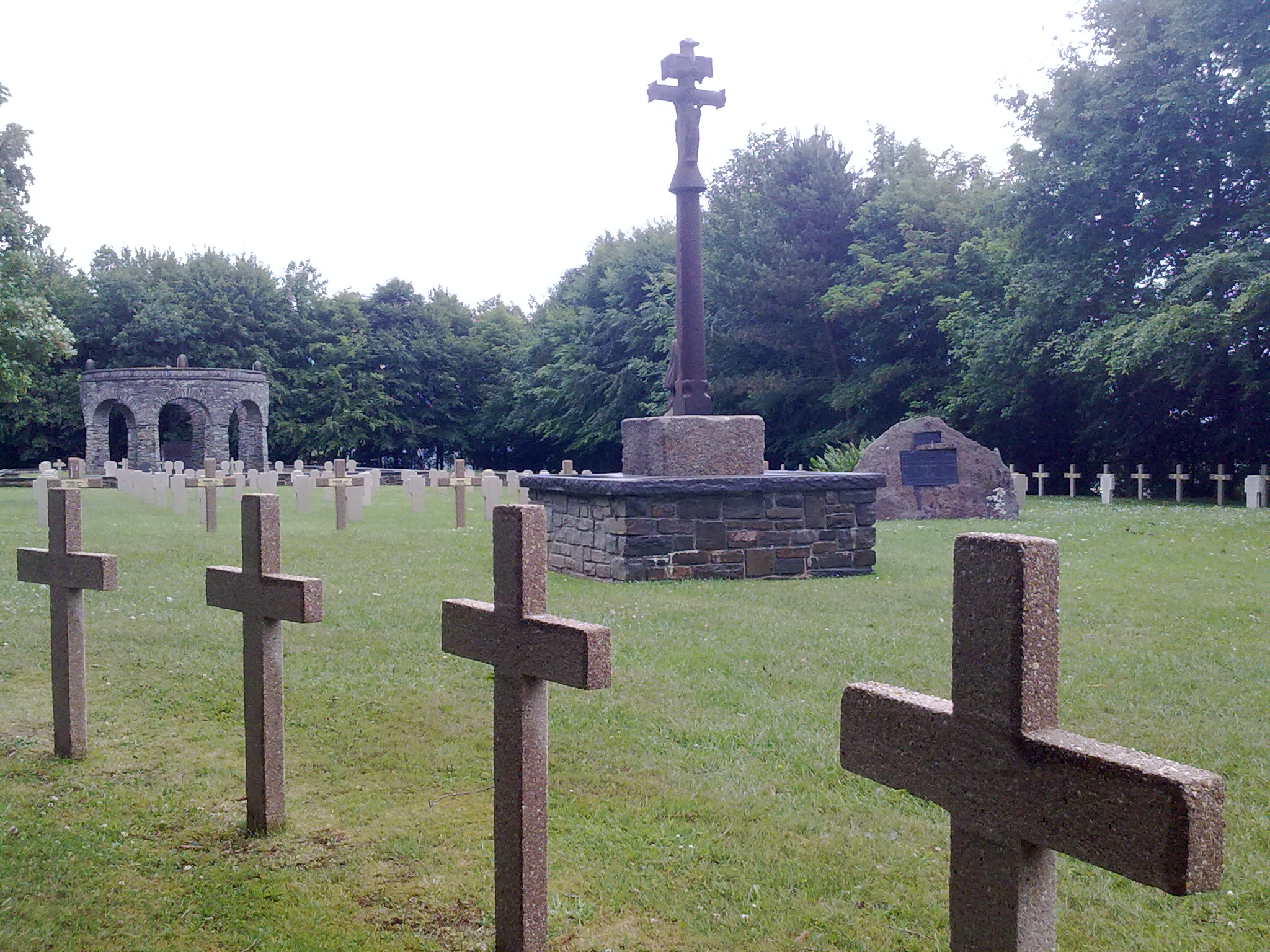
Bretoens calvariekruis uit het dorp Le Tréhou
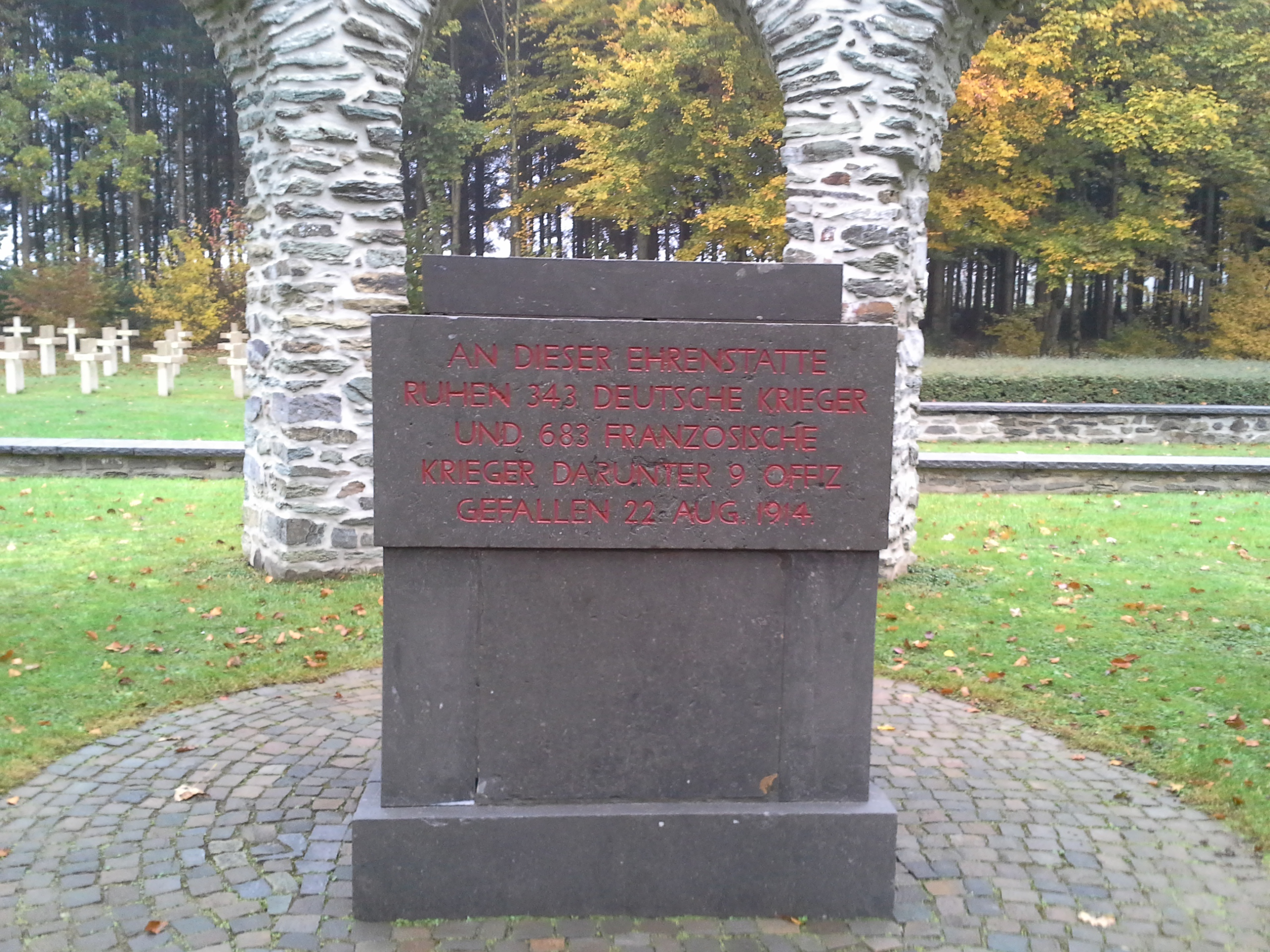
Monument op de militaire begraafplaats
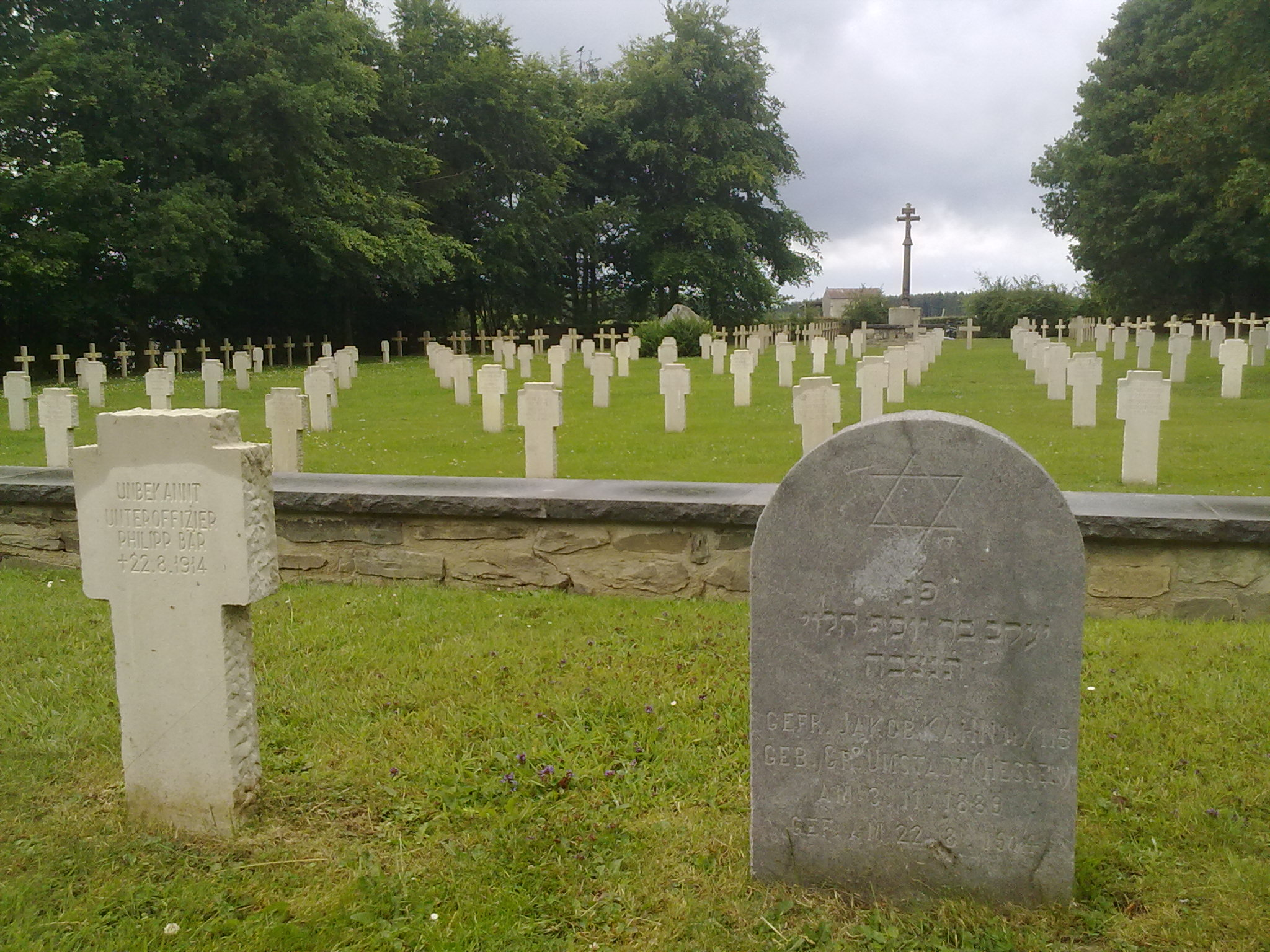
Grafsteen van een Duits-joodse soldaat
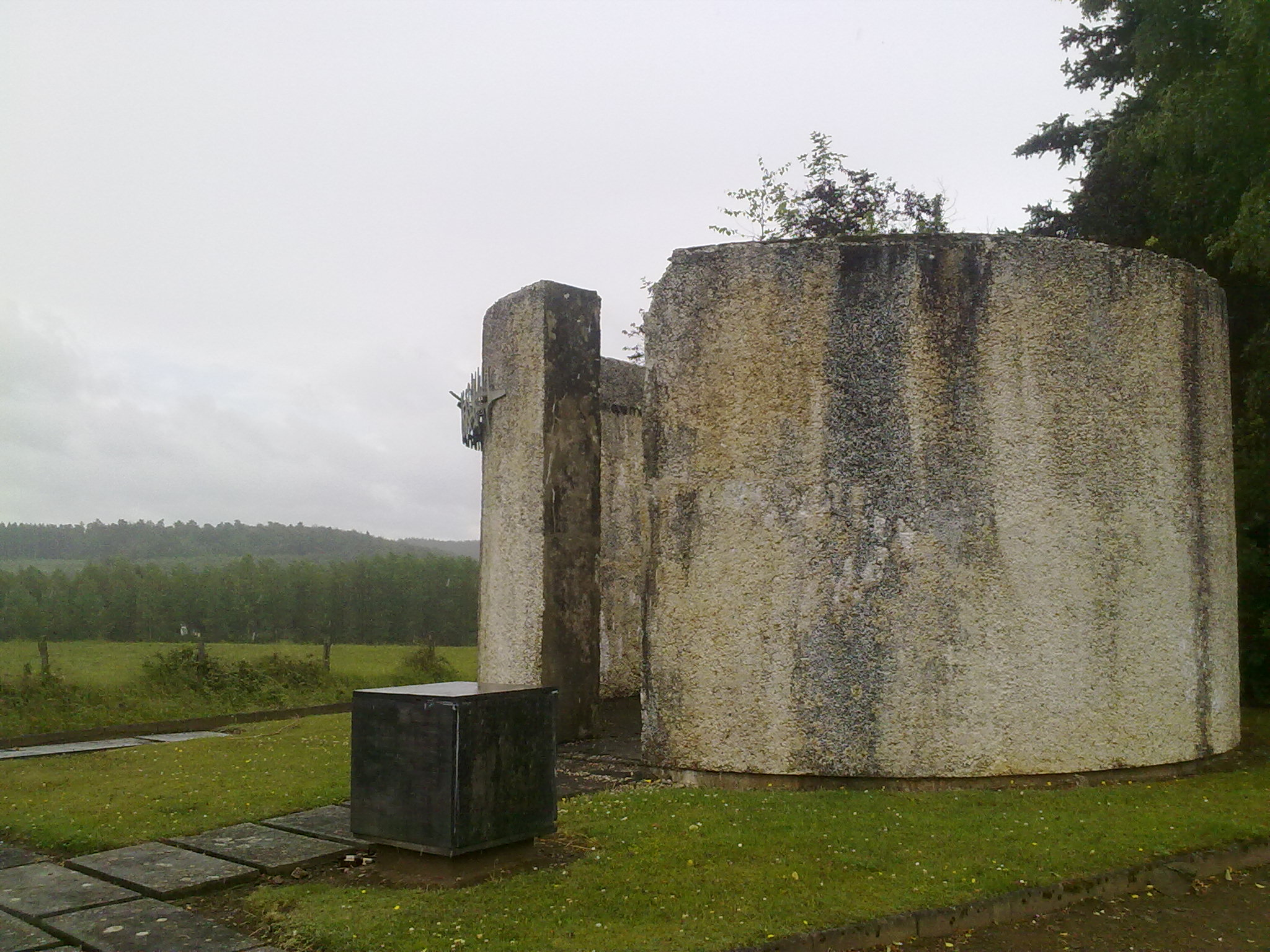
Monument van de gemeente Maissin